# Krasnosielce (rejon tarnopolski)
Krasnosielce – wieś na Ukrainie w rejonie tarnopolskim należącym do obwodu tarnopolskiego.
Znajduje tu się przystanek kolejowy Krasnosielce, położony na linii Szepetówka – Tarnopol.
W czasie okupacji niemieckiej mieszkający tutaj Ukraińcy - Iwan i Marija Bandurscy, Ołeksij i Marija Petrykowie oraz Kateryna Szpak - udzielali pomocy Żydom, za co po wojnie Instytut Jad Waszem uhonorował ich tytułami Sprawiedliwych wśród Narodów Świata.
Do 2020 w rejonie zbaraskim.